# Austin Peralta
Austin Topper Peralta (* 25. Oktober 1990 in Los Angeles; † 21. November 2012) war ein US-amerikanischer Jazzpianist und Komponist.

## Leben und Wirken
Peralta, Sohn des Filmemachers und ehemaligen Skateboarders Stacy Peralta, erhielt bereits mit sechs Jahren Klavierunterricht; später studierte er bei Alan Pasqua und Buddy Collette. Bereits mit 13 Jahren gewann er den Shelly Manne New Talent Award der Los Angeles Jazz Society. Mit fünfzehn Jahren trat er auf dem Tokyo Jazz Festival mit seinem Trio auf.
Zwischen 2006 und 2011 veröffentlichte Peralta drei Alben, Maiden Voyage (mit Ron Carter), Mantra (mit Buster Williams, Steve Nelson und Marcus Strickland) und Endless Planets (dieses Album enthielt ausschließlich Eigenkompositionen). Peralta wirkte auch bei Tim Ries’ The Rolling Stones Project, Vol. 2 und zuletzt als Keyboarder bei den Aufnahmen des Flying-Lotus-Albums Until The Quiet Comes mit. Er spielte ferner mit Chick Corea, Hank Jones Sadao Watanabe, John Patitucci, Omar Hakim, Hiromi Uehara, Erykah Badu, Heidi Vogel und Allan Holdsworth.
Peralta starb im Alter von 22 Jahren. Als wahrscheinlichste Todesursache wird eine virale Lungenentzündung bei gleichzeitiger Einnahme von Alkoholika, Morphinen und Sedativa angegeben. Marcin Wasilewski schrieb zur Erinnerung an ihn die Ballade Austin (die auf dem Album Spark of Life veröffentlicht wurde).